# Peter Fatialofa
Papali'itele Momoe Fatialofa (Auckland, 26 de abril de 1959 – Apia, 6 de noviembre de 2013) fue un rugbista y entrenador samoano, nacido en Nueva Zelanda, que se desempeñó como piłar.
Fue internacional con Manu Samoa de 1988 a 1996; su capitán y entrenó a la selección femenina de Samoa de 2012 a su muerte. Desde 2019 es miembro del World Rugby Salón de la Fama.

## Biografía
Tuvo catorce hermanos y fue tío de DJ Forbes, John y Kevin Senio: todos también rugbistas profesionales. Estuvo casado con Anne, con quien tuvo ocho hijos: cuatro varones y cuatro mujeres.
Tenía una empresa de mudanzas y una agencia de viajes. En 1996 fue galardonado con la Orden del Mérito de Nueva Zelanda por sus servicios al deporte y publicó su autobiografía Fats: Peter Fatialofa and the Manu Samoa Story (ISBN 9780908630615).
Murió de un ataque al corazón cuando se dirigía a un programa de radio. Entre los cientos de personas que asistieron a su funeral se encontraban el alcalde de Auckland, el Alto comisionado de Samoa, exrugbistas y entrenadores como: Graham Henry, Michael Jones, Joe Stanley, Ofisa Tonu'u, Va'aiga Tuigamala y Bryan Williams.

## Carrera
Debutó en la primera del Grafton Rugby Club en 1978 y jugó con ellos hasta 1991, cuando se mudó al Ponsonby Rugby Club. Con su nuevo equipo ganó el Escudo Gallaher (el torneo de Auckland) ocho veces y se retiró en 1996.
De 1984 a 1992 también representó a la poderosa Auckland en el National Provincial Championship, equipo que dominó el rugby del hemisferio sur a finales de los años 1980, jugando 71 partidos y compitiendo por la titularidad con John Drake y Steve McDowall. Durante esa época fue considerado para jugar en All Blacks, pero finalmente los entrenadores Bryce Rope, Brian Lochore y Alex Wyllie nunca lo convocaron.

## Selección nacional
En 1988 Peter Schuster lo convocó a Samoa para enfrentar a Irlanda y debutó como titular. Más tarde fue elegido capitán y su última prueba la jugó durante el Pacific Tri Nations 1996 a la edad de 37 años; lo que lo convierte en el internacional samoano de mayor edad hasta la actualidad. En total, jugó 34 partidos y marcó tres tries.

### Participaciones en Copas del Mundo
Schuster lo llevó a Inglaterra 1991 como el capitán y los fondos para este viaje provinieron de colectas que Fatialofa y su esposa organizaron, porque entonces el rugby era un deporte aficionado. En el debut mundialista, derrotaron sensacionalmente a los galeses y ocasionaron una de las mayores sorpresas de esta historia.
Pese a tener 36 años, Schuster volvió a seleccionarlo para Sudáfrica 1995 como el capitán y volvieron a alcanzar la fase final.

## Entrenador
Al retirarse como jugador se hizo entrenador y más tarde el técnico de Samoa, Bryan Williams, lo hizo su asistente para el mundial de Gales 1999. Repitió la hazaña en Francia 2007, siendo entrenador de los forwards, como asistente del técnico Michael Jones.
En 2002 dirigió al East Tamaki RFC y en 2008 el entrenador tongano Quddus Fielea lo hizo su asistente en los Pacific Islanders, para la última gira por Europa. También fue entrenador asistente de la selección M20 samoana, durante el Trofeo Mundial 2011 y lo ganaron.
En 2012 asumió en King Country Rugby y lo entrenó hasta su muerte. Mientras, en el rugby femenino dirigía a la selección de Samoa y en abril de 2013 logró clasificarla al mundial de Francia 2014.

## Palmarés
Las autoridades estatales le dieron el título principal de Papali'itele.
- Campeón del Pacific Tri Nations de 1990, 1991, 1992, 1993, 1994 y 1995.
- Campeón de los Juegos del Pacífico de Papúa Nueva Guinea 1991.
- Campeón del South Pacific Championship de 1987, 1988, 1989 y 1990.
- Campeón del National Provincial Championship de 1984, 1985, 1987, 1988, 1989 y 1990.
- Campeón del Escudo Gallaher de 1993 y 1995.